# José Maciá Abela
José Maciá Abela (Crevillente, 2-6-1877- Orihuela, 24-6-1932) fue sacerdote y poeta en el primer tercio del siglo XX.

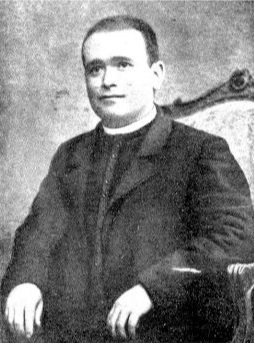
El sacerdote y poeta José Maciá Abela

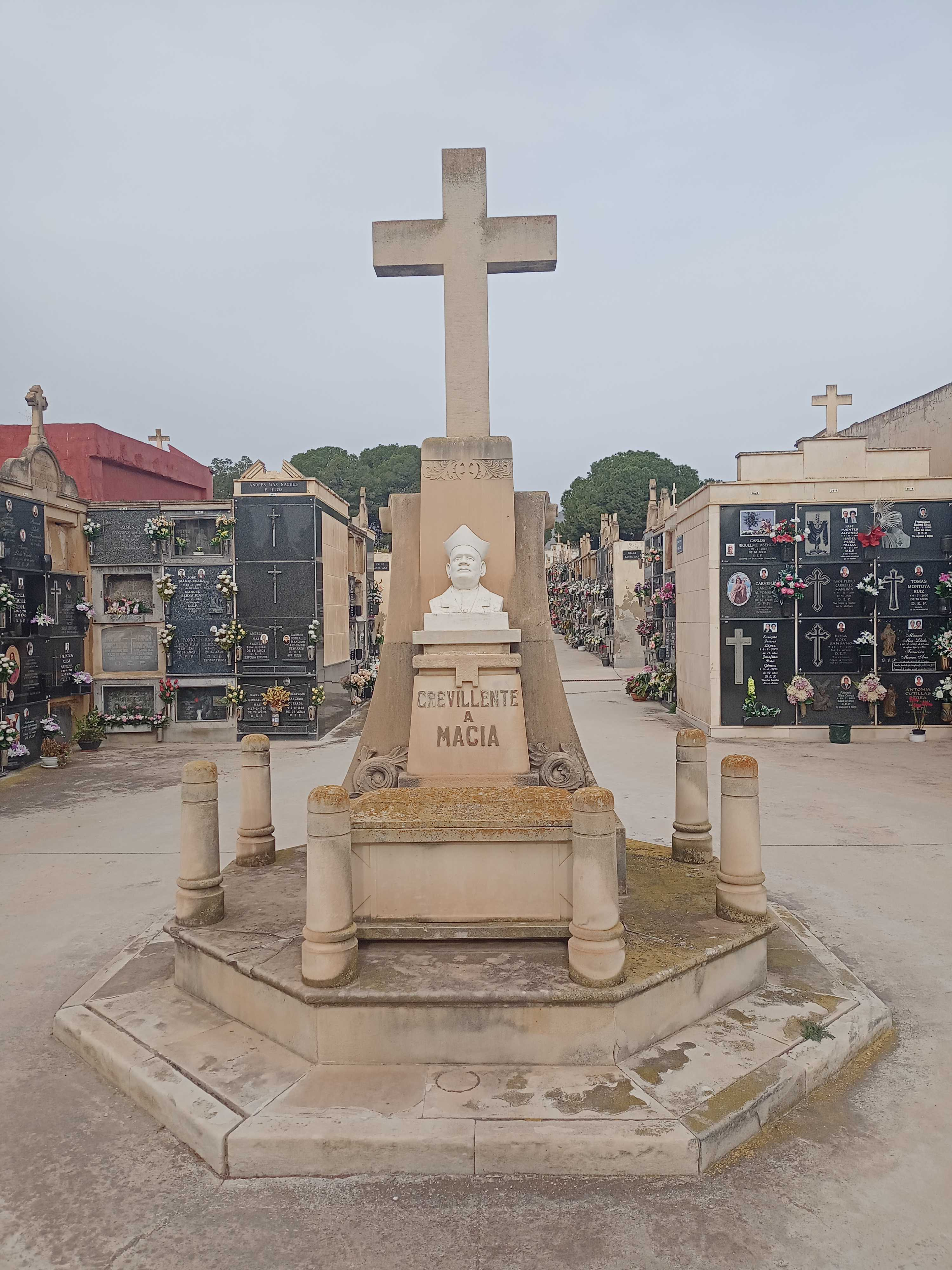
Monumento en honor a Maciá, erigido por suscripción popular en el cementerio NªSª de los Dolores de Crevillente

De familia modesta, hijo único de José Maciá Mas, jornalero, y Concepción Abela Martínez. Se dedicaban a la producción de esteras Entró en la carrera eclesiástica como seminarista en Orihuela.
Como poeta, utilizaba el seudónimo J. Montañés. Se conoce una edición de Poesías de J. Montañés, la edición de la Tertulia Artístico-Literaria El Cresol de 1997. En el libro Poesías cuenta el porqué de su pseudónimo:

yo soy hombre de montaña, montañés de las sierras de mi pueblo, de aquellas cuevas celtíberas de mis paisanos; montañés como los labradores de Algueña donde fui cura; montañés como los labradores de Algorfa donde he dejado a mi padre; montañés del Seminario…; montañés de cara, de afición y de sangre…»

Maciá falleció en Orihuela el Día de San Juan de 1932, a las seis de la mañana, a los 55 años de edad. La casa natal del escritor, temporalmente bien protegido, fue finalmente derribada por el ayuntamiento en el año 2012 alegando ruina.

## Homenajes
- Hijo Predilecto de la Crevillente (julio de 1932, de la mano del alcalde Manuel Menargues)
- Da su nombre a la plaza de la ermita de la Santísima Trinidad.
- Macía Abela es el nombre de un IES (Instituto de enseñanza secundaria) de Crevillente.